# スポーツ大陸
『スポーツ大陸』（スポーツたいりく）は、NHKで放送された、スポーツをテーマとしたドキュメンタリー番組である。

## 概要
NHKとその子会社NHKグローバルメディアサービス、スポニチクリエイツとの共同制作である。2004年4月に『ドキュメント スポーツ大陸』としてBS1及びBShiで放送を開始した。
スポーツ選手またはチームを長期間密着取材し、頂点を極めようとするアスリートの姿を追う。出来事の鍵となる特定のシーンの心理描写に多くの時間を費やし、スポーツを単なる試合結果とは異なった切り口により映し出そうとした。
定時放送は長らく衛星放送でのみで放送したが、2008年4月に内容を一部リニューアル、BS1では3月29日放送分より『スポーツ大陸』と改題し、衛星放送に加えて総合テレビでも定時放送された。BShiでの放送は2009年3月にて終了した。不定期で海外向けのNHKワールド・プレミアムでも放送されることがあった。

### 番組終了
2011年度の衛星放送における抜本的な放送番組改編により、「スポーツ大陸」の放送は2011年3月までで終了となった。4月以降は、総合テレビにてほぼ同一コンセプトの新番組『アスリートの魂』がスタートした。
最終回は、BSでは3月27日に放送された、最後の新作である「俺らしく カッコよく 〜スノーボード 国母和宏〜」、総合テレビでは4月3日に放送されたアンコール放送「大逆転スペシャル：市民に捧げた初優勝〜オリックス・大震災からの奇跡」だった。

## 出演者
番組内の案内役・進行役は存在しなかった（2008年度のみ藤原竜也が毎回ナビゲーターとして出演するスタイルを取った）。

## 放送日時
- 衛星第1テレビ - 土曜日 22:00 - 22:45（随時再放送を実施）
- 総合テレビ - 日曜日（BS1の放送翌日） 10:05 - 10:50

近畿地方は日曜日早朝番組の編成の都合（ビジネス新伝説 ルソンの壺が7:45 - 8:10に独自に編成されることと、それに付随してさわやか自然百景が時差放送（8:10 - 8:25）されたり、10時台が近畿地方向けの独自番組を放送したことなど）により、火曜日深夜（水曜日未明）の0:15 - 1:00に編成された。
総合テレビ2010年11月7日放送分は、釧路局では第42回NHK杯アイスホッケー大会の放送に差し替えた関係で11月15日の15:12 - 15:55に大相撲九州場所二日目の一部時間を差し替える形で時差放送された（ただし、字幕放送は非対応）。
2009年3月以前は50分番組として放送された。総合テレビでは金曜日22:00 - 22:50の放送で、『プレミアム10』放送時（おおむね月1回）には休止となった。

## テーマ曲
いずれも二胡による演奏。作曲は共に内池秀和。
- オープニングテーマ：『エル・セフィーロ』／ウェイウェイ・ウー

4thアルバム「Nomad」収録。曲名は同アルバムでの記載に基づく。
番組公式サイトでは単に『スポーツ大陸 テーマ』とのみ記されており、フルコーラスの試聴が可能。
- エンディングテーマ：『夢は、きっと、かなう』／チェン・ミン（2009年4月 - ）

2009年3月までは『エル・セフィーロ』がエンディングでも用いられた。

## シリーズ企画
スポーツ大陸では、現在のトップアスリート達を追う企画が基本であったが、これと並行したシリーズ企画として、過去のスポーツの出来事に焦点を絞った内容を制作、月1回のペースで放送された。
- 2004年：「よみがえる熱球」-プロ野球70年-

企画自体は放送開始前から継続して制作されたもので、初回の放送が「第3集」であった。
ナレーション：筧利夫
- 2005年：日本が沸いたあの時 スポーツ戦後60年
- 2005年 - 2006年：歴史を変えたワールドカップ

2006 FIFAワールドカップのプレ企画として放送。案内役として山本浩（当時NHK解説委員）が登場した。
ナレーションは福井慎二が担当。
- 2006年 - 2009年 ：スポーツ史の一瞬

スポーツの歴史に名を残すアスリート、彼らが栄光をつかむために体得した「必殺技」を身につける過程を中心に描く。
ナレーションは『ニュースウオッチ9』のニュースナレーション担当者だった福井慎二（2008年6月まで）、和田源二（同7月より）。
- 2009年 - 2011年：大逆転スペシャル

圧倒的不利な状況から「奇跡」ではあっても決して「まぐれ」ではない逆転勝利を遂げたアスリート達を描く。
ナレーションは通常放送分と同様に、回ごとに変わった。

## スタッフ
- ナレーション:伊藤かずえ、池脇千鶴、石井正則、石田ゆり子、宇梶剛士、うじきつよし、遠藤憲一、大杉漣、大友康平、緒形直人、筧利夫、勝村政信、北村一輝、國村隼、堺雅人、宍戸開、城田優、杉本哲太、鈴木一真、鈴木省吾、世良公則、高橋克実、寺田農、時任三郎、豊原功輔、西島秀俊、萩原聖人、村田雄浩、渡部建、服部潤、平岳大、吹石一恵、星野真里、松尾スズキ、山本耕史、山本太郎 他（五十音順。NHKアナウンサーを除く）。

※放送開始当初より特定の企画を除いて、俳優、女優、声優やNHKアナウンサー（豊原謙二郎、一柳亜矢子他）によるナレーションで番組が進められた。